# Konföderációs kupa
A FIFA konföderációs kupa a FIFA által négyévente szervezett labdarúgótorna volt. A tornán a FIFA hat tagszövetsége (UEFA, AFC, CAF, CONCACAF, CONMEBOL, OFC) által rendezett kontinentális tornák győztesei vehettek részt, akikhez csatlakozott az aktuális világbajnok, illetve a rendező ország válogatottja. A FIFA 2019-ben bejelentette, hogy a 2017-es volt a torna utolsó kiírása, helyét 2025-től a kibővített FIFA-klubvilágbajnokság veszi át.

## Története
A tornát az első két alkalommal úgy rendezték Szaúd-Arábiában, hogy még nem a FIFA szervezte. Ekkor Fahd király kupa volt a neve, és a házigazda mellett néhány kontinentális bajnok vett részt rajta. Az első alkalommal csak 4, a második alkalommal 6 csapat vett részt a kupán. 1997-ben vette át a FIFA a rendezvény szervezését, ekkor kapta a Konföderációs kupa nevet, és ekkor határozták el, hogy minden második évben megrendezik. 2005-től négy évente rendezik csak meg a tornát, mégpedig egy évvel a világbajnokság előtt, de ugyanabban az országban. (A 2001-es tornát is a következő évi világbajnokság helyszínén tartották, de rá két évre még Franciaországban is megrendezték.) A 2021-es torna házigazdája Katar lett volna, de a FIFA úgy tervezi, hogy a továbbiakban már nem rendezi meg a tornát. 2019-ben
Ha a világbajnok egyben a saját kontinensbajnoka is, akkor a kontinensbajnokság döntőjének másik résztvevője automatikusan kvalifikálja magát. A 2005-ben rendezett kupán az az érdekesség állt elő, hogy Brazília volt a világbajnok és a Copa América győztese is, a világbajnoki döntős Németország pedig az aktuális házigazda, így a Copa Américán második helyezett Argentína vehetett részt a tornán.
2003-ban tragédia árnyékolta be a tornát. A Kamerun–Kolumbia elődöntő 73. percében a kameruni Marc-Vivien Foé a pályán összeesett. Foét 45 percig próbálták újraéleszteni, de nem tudták megmenteni.

## Lebonyolítás
1997 óta a torna lebonyolítási rendszere egységes volt. A nyolc részt vevő csapatot két négyes csoportba osztották (A és B csoport), és a csoportokon belül teljes körmérkőzést játszottak, vagyis minden válogatott egyszer játszott minden csoporttársával. A győzelemért 3, a döntetlenért 1, a vereségért 0 pont járt. Ezt követően a csoportok első két helyezettje jutott tovább, az elődöntőkben az A csoportban első játszott a B csoport másodikjával, illetve az A csoport másodikja a B csoport győztesével. A két elődöntő győztese jutott a döntőbe, a vesztesek pedig játszottak a harmadik helyért.

## Érmesek
| Sz. | Év   | Helyszín                  | Döntő           | Döntő      | Döntő              | Bronzmérkőzés      | Bronzmérkőzés       | Bronzmérkőzés             |
| Sz. | Év   | Helyszín                  | Aranyérmes      | Eredmény   | Ezüstérmes         | Bronzérmes         | Eredmény            | Negyedik helyezett        |
| --- | ---- | ------------------------- | --------------- | ---------- | ------------------ | ------------------ | ------------------- | ------------------------- |
| 1.  | 1992 | · Szaúd-Arábia            | · Argentína     | 3–1        | · Szaúd-Arábia     | · Egyesült Államok | 5–2                 | · Elefántcsontpart        |
| 2.  | 1995 | · Szaúd-Arábia            | · Dánia         | 2–0        | · Argentína        | · Mexikó           | 1–1 (h.u.) ti.: 5–4 | · Nigéria                 |
| 3.  | 1997 | · Szaúd-Arábia            | · Brazília      | 6–0        | · Ausztrália       | · Csehország       | 1–0                 | · Uruguay                 |
| 4.  | 1999 | · Mexikó                  | · Mexikó        | 4–3        | · Brazília         | · Egyesült Államok | 2–0                 | · Szaúd-Arábia            |
| 5.  | 2001 | Dél-Korea · Japán         | · Franciaország | 1–0        | · Japán            | · Ausztrália       | 1–0                 | · Brazília                |
| 6.  | 2003 | · Franciaország           | · Franciaország | 1–0 (h.h.) | · Kamerun          | · Törökország      | 2–1                 | · Kolumbia                |
| 7.  | 2005 | · Németország             | · Brazília      | 4–1        | · Argentína        | · Németország      | 4–3 (h.u.)          | · Mexikó                  |
| 8.  | 2009 | · Dél-afrikai Köztársaság | · Brazília      | 3–2        | · Egyesült Államok | · Spanyolország    | 3–2 (h.u.)          | · Dél-afrikai Köztársaság |
| 9.  | 2013 | · Brazília                | · Brazília      | 3–0        | · Spanyolország    | · Olaszország      | 2–2 (h.u.) ti.: 3–2 | · Uruguay                 |
| 10. | 2017 | · Oroszország             | · Németország   | 1–0        | · Chile            | · Portugália       | 2–1 (h.u.)          | · Mexikó                  |

## Válogatottak szereplése
Az alábbi táblázat az 1992–2017 között megrendezett konföderációs kupák első négy helyezettjeit tartalmazza.
| Csapat                  | Győztes | Ezüstérmes | Bronzérmes | Negyedik |
| ----------------------- | ------- | ---------- | ---------- | -------- |
| Brazília                | 4       | 1          | –          | 1        |
| Franciaország           | 2       | –          | –          | –        |
| Argentína               | 1       | 2          | –          | –        |
| Mexikó                  | 1       | –          | 1          | 2        |
| Németország             | 1       | –          | 1          | –        |
| Dánia                   | 1       | –          | –          | –        |
| Egyesült Államok        | –       | 1          | 2          | –        |
| Ausztrália              | –       | 1          | 1          | –        |
| Spanyolország           | –       | 1          | 1          | –        |
| Szaúd-Arábia            | –       | 1          | –          | 1        |
| Japán                   | –       | 1          | –          | –        |
| Kamerun                 | –       | 1          | –          | –        |
| Chile                   | –       | 1          | –          | –        |
| Csehország              | –       | –          | 1          | –        |
| Törökország             | –       | –          | 1          | –        |
| Olaszország             | –       | –          | 1          | –        |
| Portugália              | –       | –          | 1          | –        |
| Uruguay                 | –       | –          | –          | 2        |
| Elefántcsontpart        | –       | –          | –          | 1        |
| Nigéria                 | –       | –          | –          | 1        |
| Kolumbia                | –       | –          | –          | 1        |
| Dél-afrikai Köztársaság | –       | –          | –          | 1        |

## Góllövőlista
9 gól
- Ronaldinho
- Cuauhtémoc Blanco

7 gól
- Adriano
- Romário

6 gól
- Marzouk Al-Otaibi